# Norman Newell
Norman Dennis Newell (* 25. Januar 1919 in Plaistow, London; † 1. Dezember 2004 in Angmering-on-Sea, East Sussex) gehörte zu den bedeutendsten Musikproduzenten der britischen Musikindustrie und war auf dem Sektor der leichten Popmusik maßgeblich verantwortlich für die Karriere von Shirley Bassey. Außerdem war er Texter bekannter Songs, die ausgezeichnet wurden.

## Kindheit
Newell war mit einer Schwester in ärmlichen elterlichen Verhältnissen aufgewachsen und träumte davon, einmal Schauspieler zu werden. Um seinen Lebensunterhalt zu bestreiten, arbeitete er zunächst bei der London Transport im Upton Park Bus-Depot. Während des Zweiten Weltkriegs freundete er sich mit dem Komiker Bill Waddington an, der ihm nach dem Krieg einen Job beim Musikverlag Cinephonic Music Company verschaffte. Während jener Zeit schrieb Newell zusammen mit dem Pianisten Lesley Baguley den Song Nice to Know You Care (1949), veröffentlicht im Januar 1950 von Tommy Dorsey, später gecovert von den Five Dallas Boys (März 1961).

## Musikproduzent
Anfang 1949 wurde er von EMI bei dessen Sublabel Columbia Records als Musikproduzent angestellt. Damit war er der erste von den drei späteren großen Musikproduzenten, die EMI zu Ruhm verhalfen. Sein erster Auftrag war im Juni 1949 für Petula Clark die Produktion von Put Your Shoes on, Lucy, gleichzeitig die erste Platte für die gerade 17-jährige Sängerin. Insgesamt wurde der Song 1949 sechs Mal gecovert. Er komponierte zusammen mit William Harrison Our Love Story, dessen Original im März 1949 von Bill Johnson veröffentlicht wird. Zusammen mit Mischa Spoliansky schrieb er A Song of Capri, das im August 1949 von The Queen‘s Hall Light Orchestra unter Leitung von Sidney Torch herauskam. Sein erster Hit war die Produktion von Les Trois Cloches für den französischen Männerchor Les Compagnons de la Chanson im Dezember 1951.
Anfang 1950 entdeckte er den Balladensänger Steve Conway, dessen erster Song My Thanks to You aus der Feder Newells stammte und im April 1950 erschien. Das Mädchen-Trio Beverley Sisters erhielt 1951 einen Plattenvertrag mit Columbia und galt als höchstbezahlte Gruppe in England zu jener Zeit. Newell schaffte es jedoch nicht, für die Mädchen größere Hits zu produzieren. 1954 wanderte das Trio zur britischen Decca ab. Als im Januar 1953 der Vertriebsvertrag zwischen dem EMI-Label Columbia und dem unabhängigen US-Label Columbia beendet wurde, ging Newell mit dem US-Columbia-Katalog zum Phillips-Label. Hier arbeitete er erstmals mit Orchesterleiter Geoff Love zusammen – eine Verbindung, die über 20 Jahre lang hielt. Bereits 1954 kehrte Newell nach einem 6-monatigen Aufenthalt in den USA zu EMI-Columbia zurück. Hier entdeckte er den Klavier-Virtuosen Russ Conway, mit dem er im November 1957 dessen ersten Hit Roll the Carpet Up produzierte. Er war das Grundmuster für eine Vielzahl pop-orientierter Klavierinstrumentals, häufig als Single unter dem durchnummerierten Titel Piano-Pops veröffentlicht (erstmals im Oktober 1957 als Piano-Pops No. 1). Höhepunkt dieser Serie war die Single Side Saddle, die nach Veröffentlichung am 21. Februar 1959 dem Produzenten Newell erstmals den ersten Rang der britischen Hitparade bescherte. Newell hatte 9 Jahre benötigt, um seine erste Nummer eins zu produzieren.

Laurie London - He's Got the Whole World in His Hands

Am 4. Oktober 1957 entstand für die britische Jazzband John Barry & The Seven der Titel Zip Zip. John Barry wurde von Newell häufig als Arrangeur bei Musikproduktionen eingesetzt und in den 1960er Jahren zum wichtigen Filmmusik-Komponisten für die James-Bond-Filme. Insgesamt produzierte Newell für John Barry 20 Schallplatten bis 1961. Mit dem erst 13-jährigen Laurie London produzierte Newell am 29. September 1957 für das Parlophone-Label den christlich orientierten Popsong He’s Got the Whole World in His Hands. An jenem Tag entstand noch mit dem Orchester von Geoff Love als Begleitung The Cradle Rock, am 11. Dezember 1957 folgte Handed Down, I Gotta Robe wurde am 15. Dezember 1957 für die EP Laurie London eingespielt. Das Label entschied sich als Single-Auskopplung für den christlich orientierten Popsong, der auf einem Gospelsong basierte. Nach Veröffentlichung am 8. November 1957 gelangte er in Großbritannien lediglich bis auf Rang 12, doch in den USA kletterte er bis auf Platz 2 der Hitparade und verkaufte eine Million Exemplare. Auch in Deutschland gelangte das Gospelstück bis auf Platz 5. Aus Laurie London hätte ein Star werden können, „doch die Sache ging schief“, bemerkte Newell.
Am 17. Januar 1958 wurde Newells Produktion Heartsick Feeling von Adam Faith herausgebracht. Es war Newells erste Rock & Roll-Produktion, einem Musikstil, von dem er zugab, nichts davon zu verstehen. Adam Faith wurde für das EMI-Sublabel HMV zum wichtigen Popstar, während Produzenten-Kollege Norrie Paramor gleichzeitig große Erfolge mit Cliff Richard als Rock-&-Roll-Interpret feierte. Als am 25. September 1959 mit Faith eine Aufnahmesession für What Do You Want? anberaumt wurde, wollte Newell diese nicht leiten, weil er das Stück missbilligte. Anstatt dessen nahm sein Assistent John Burgess diesen Job wahr. Auch die folgenden großen Rock-Hits von Adam Faith entstanden unter der Studioregie von John Burgess. EMI sah den Rock & Roll als wichtigen Umsatzfaktor an, doch Balladen und leichte Popmusik bildeten weiterhin das Kerngeschäft. Diese Strategie änderte sich erst 1963, als die Beatles alle Umsatzrekorde des Labels brachen und die Beatmusik zum Kerngeschäft aufstieg. Als am 16. Februar 1957 in England die TV-Pop-Serie Six-Five Special anlief, hatte Newell die Idee, ein hierzu passendes Album zu produzieren. Es erschien im Dezember 1957 mit Jim Dale. Diese Idee wurde mit der am 13. September 1958 gestarteten Musikshow Oh Boy! wiederholt.
1959 begann eine langjährige Zusammenarbeit mit der Diva Shirley Bassey, die gerade von Phillips zu Columbia gewechselt war. Bassey hatte Phillips mit einem Tophit verlassen (As I Love You), und deshalb war der Druck groß, diese Erfolgsbasis beizubehalten. Ihre weitere Karriere wurde überwiegend von Newell bestimmt. Er brachte die stimmgewaltige Sängerin mit John Barry als Arrangeur und dem Orchester Geoff Love erstmals zusammen bei If You Love Me / Count on Me, das am 2. September 1959 auf den Markt kam und die Charts nicht erreichte. Er produzierte deren LP Fabulous Shirley Bassey (1959) mit dem Orchester von Geoff Love, die allerdings erst im Juni 1961 veröffentlicht wurde und bis auf Rang 12 der britischen LP-Charts vordrang. Enttäuschend war dann das Abschneiden von With These Hands, das am 8. Februar 1960 entstanden war und lediglich Rang 31 erreichen konnte. Aus verschiedenen Materialien wählte Newell für Shirley Bassey schließlich das am 22. Juni 1960 aufgenommene As Long As He Needs Me aus und war sich sicher, dass dies endlich ein Nummer-eins-Hit werden würde. Seine Einschätzung kam der Realität sehr nahe, denn die von Lionel Bart verfasste Ballade kam bis auf Rang 2 der Hitparade. Bis auf Rang 6 gelangte das am 13. April 1961 entstandene You’ll Never Know, bevor das am 25. Juni 1961 aufgenommene Reach for the Stars / Climb Ev’ry Mountain erstmals die Topposition der Charts erreichen konnte. Für die Shirley Bassey-EP Goldfinger (kam im Dezember 1962 auf den Markt) trug Newell lediglich What Now My Love (aufgenommen am 4. Juli 1962) bei, der titelgebende Song aus dem gleichnamigen James-Bond-Film wurde von Kollege George Martin produziert. Über die Jahre entstanden unter Aufsicht von Newell viele Klassiker mit Shirley Bassey, darunter Ave Maria (10. Januar 1962), You’ll Never Walk Alone (24. Januar 1962) oder What Kind of Fool am I (30. Mai 1962). Im Juli 1963 bat Shirley Bassey das EMI-Management, ihren Produzenten Newell wegen Streitigkeiten nach 4-jähriger Tätigkeit auszutauschen und wurde Walter J. „Wally“ Ridley zugeordnet; aber bereits im November 1964 kehrte sie zu Newell zurück.
Judy Garland nahm unter Newells Aufsicht zwischen dem 2. und 9. August 1960 eine Doppel-LP mit insgesamt 20 Tracks unter dem Titel Judy in London auf. Mit Danny Williams spielte Newell die erfolgreichste Version von Henry Mancinis Komposition Moon River ein, die im November 1961 veröffentlicht wurde und sich zu einem weiteren Tophit entwickelte. Ab 1962 begann die Zusammenarbeit mit dem Balladensänger Ken Dodd, der jedoch drei Jahre lang nur mittlere Hits ablieferte. Newell ließ sich von John Barry dem britischen Musikblatt New Musical Express zufolge beeinflussen, Rocksänger und Komponist Marty Wilde (Vater von Kim Wilde) bei EMI unter Vertrag zu nehmen (24. August 1962), ebenso wie Tommy Steele (14. Juni 1963).

Peter & Gordon - A World Without Love

Ganz isoliert von der Beatmusik blieb Newell nicht. George Martin erwähnte, dass Newell zu den Produzenten gehörte, die die Beatles nach einer Probeaufnahme abgelehnt hatten. Im Januar 1964 entdeckte Newell im Londoner Pickwick-Club das Pop-Duo Peter & Gordon, das im Close-harmony-Stil der Everly Brothers sang. Bereits am 21. Januar 1964 kümmerte sich Newell um die Produktion des von Lennon/McCartney komponierten Titels A World Without Love mit Peter & Gordon und lieferte hiermit gleich einen Tophit ab. Der am 28. Februar 1964 veröffentlichte Song entwickelte sich zum Millionenseller, denn in Großbritannien wurden 550.000 Exemplare und über 400.000 in den USA verkauft. Am 4. März 1965 entstand ein weiterer Hit mit True Love Ways, von Buddy Holly komponiert, das an Platz 2 notierte und mehr als eine Million Platten verkaufte. Peter & Gordon blieben für Newell die einzigen Interpreten der Beatwelle mit elektrischen Gitarren und lautem Sound.
Konsequent lehnte Newell auch trotz der Erfolge von George Martin die Produktion von Beatgruppen ab, zumal er bekennen musste, hiervon zu wenig zu verstehen. Mehr verstand er von Balladen und konnte damit weitere Erfolge verbuchen. Mit Geduld gelang es ihm, für Ken Dodd mit der Ballade Tears einen großen Hit zu produzieren. Die mit Intensität vorgetragene Ballade erreichte nach Veröffentlichung im September 1965 Rang 1 für 6 Wochen in den britischen Charts, entwickelte sich – trotz der Erfolge der Beatmusik – zum umsatzstärksten Hit des Jahres und übertraf noch den Plattenumsatz des Beatles-Hits Help!. Im November 1965 wurde die Millionengrenze überschritten, bis August 1966 waren 1,6 Millionen Exemplare umgesetzt worden. Mit Careless Hands für Des O’Connor blieb Newell dem Balladen-Genre treu (November 1967, #6).

## Weitere Kompositionen

Petula Clark - Sailor

Aus seiner frühen Zeit stammten die Texte zu I Want to Make my Mother Proud of Me (November 1951), Look Down in Mercy (Februar 1952), Dreams of Yesterday (Oktober 1952), Dreamtime (Melba Waltz) und Is This the Beginning of Love? (1952), Give All Your Love to Me (Mai 1953) oder The Night Belongs to Me (Juli 1954). Newell textete auch Portrait of My Love für Matt Monro unter dem Pseudonym David West (2. November 1960), das dem Produzenten eine weitere Topposition einbrachte. Unter demselben Pseudonym verfasste Newell den englischen Text des deutschen Millionensellers Seemann (deine Heimat ist das Meer) von Lolita. Die englische Version erreichte mit Petula Clark in Großbritannien den ersten Rang der Charts und verkaufte nach Veröffentlichung im Januar 1961 über 250.000 Exemplare. Der Titel war damit der erste Nummer-eins-Hit für die Sängerin. Ebenfalls unter dem Pseudonym David West schrieb Newell den Text zu einer von Udo Jürgens eigens für Shirley Bassey komponierten Melodie, dem Nummer-eins-Hit Reach for the Stars (Juli 1961). Von Newell stammt auch der Text für den britischen Eurovisions-Beitrag Say Wonderful Things für Ronnie Carroll (März 1963, #6), der mit 28 Punkten Vierter wurde. Im April 1963 verfasste er den englischen Text zu Ti guarderò nel cuore (aus dem Kinofilm Mondo Cane, Premiere in Italien am 30. März 1962; Musik von Nino Oliviero und Riz Ortalani). Als More ist es in mindestens 207 Versionen erschienen, am bekanntesten die von Steve Lawrence, Vic Dana und Frank Sinatra (aufgenommen am 12. Juni 1964). Außerdem schrieb er für Bassey Goodbye Lover, Hello Friend (LP The Fabulous Shirley Bassey; Januar 1965) sowie Never, Never, Never (März 1973, #8).

## Die 1970er Jahre
Im Januar 1971 unterschrieb Newell mit dem Philips-Label einen Produktionsvertrag. 1975 produzierte Newell die LP Big Bond Movie Themes und 12 der bekanntesten James-Bond-Soundtracks mit dem Orchester von Geoff Love, von denen John Barry bei 8 Titeln als Komponist mitgewirkt hatte. Im Juli und August 1984 produzierte er für Shirley Bassey in den Londoner Olympic Studios die LP I Am What I Am mit dem London Symphony Orchestra unter der Leitung von Carl Davies. 1978 übersetzt er das französische „Le Lambeth walk“ von Dalida genannte Lied auf englischer Sprache.

## Statistik und Auszeichnungen
Während seiner Karriere verwendete er 35 verschiedene Namen (oft auch John Moran). Er hat mindestens 858 Songs produziert, die meisten davon in den Abbey-Road-Studios. George Martin charakterisierte seinen Kollegen „als Texter und Produzenten. Seine Stärke war es jedoch, große Entertainer des Showbusiness richtig zu behandeln.“ Martin spielte auf die Aufnahmen von Musicals an, auf die sich Newell immer wieder konzentrierte. So produzierte er die britische Version des Musicals Kiss Me, Kate am 3. und 6. August 1987 in den Abbey Road-Studios. Newell ging 1990 in Pension.
Er wurde mit je einem Grammy und Emmy, 3 Ivor Novello Awards, 6 British Music Industry Awards und einem Golden Globe für Forget Domani (aus dem Film The Yellow Rolls-Royce, Premiere am 31. Dezember 1964) ausgezeichnet. Im Jahre 1999 hatte seine Komposition A Portrait of My Love 2 Millionen Airplays erreicht, seine Komposition More rangiert auf Platz 12 der BMI-Top 100 Songs des Jahrhunderts. Er erhielt im Februar 2003 den OBE Officer of the Order of the British Empire für seine Verdienste um die britische Musikindustrie, im Jahr danach verstarb er.